# コリンアセチルトランスフェラーゼ

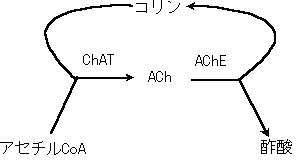
アセチルコリン（ACh）の合成と分解

コリンアセチルトランスフェラーゼ （choline acetyltransferase: 略称ChAT）は、アセチルCoAとコリンを基質として神経伝達物質であるアセチルコリンを合成する際に働く酵素である。神経細胞内で合成され、軸索輸送により神経終末に運ばれる。ヒトでは、コリンアセチルトランスフェラーゼはCHAT遺伝子によりコードされている。

コリン
アセチルコリン

## 機能
コリン作動性神経系は様々な神経活動に関与している。アルツハイマー型認知症やレビー小体型認知症患者ではコリン作動性神経の機能が低下していることが示されている。レビー小体型認知症患者では初期からコリンアセチルトランスフェラーゼが低下していることも示されている。